# Mouvement Saemaul

Drapeau Saemaeul

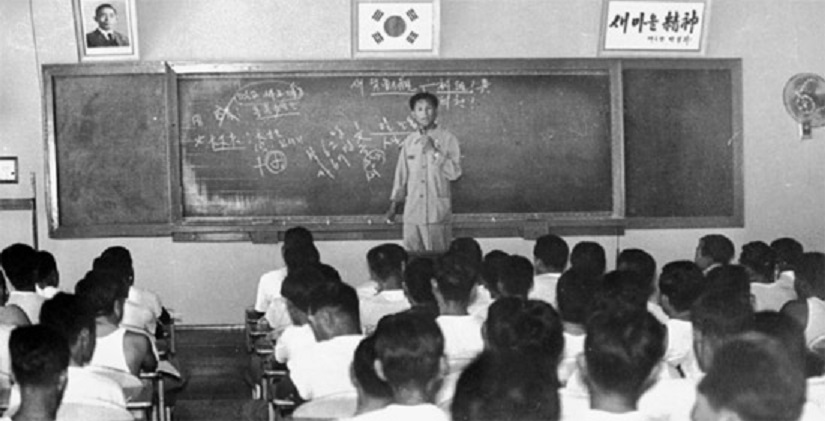
Éducation durant le mouvement

Le mouvement Saemaul (hangeul : 새마을 운동 ; RR : Saemaul Undong), aussi appelé mouvement de la nouvelle communauté ou mouvement du nouveau village, est une initiative politique lancée le 22 avril 1970 par le président de Corée du Sud Park Chung-hee pour moderniser l'économie de la Corée du Sud encore rurale à l'époque. L'idée se base sur le communalisme coréen traditionnel et ses concepts du hyangyak (en) et du doorae (en) qui fixent les règles de l'autogouvernance et de la coopération dans les communautés coréennes traditionnelles. Le mouvement a d'abord pour but de rectifier la disparité croissante du niveau de vie entre les centres urbains du pays, qui s'industrialisaient rapidement, et les petits villages, qui restent dans la pauvreté. La diligence, l'auto-assistance et la collaboration sont les slogans d'encouragement des membres de la communauté pour participer au processus de développement. Les premières étapes du mouvement se concentrent sur l'amélioration des conditions de vie tandis que les projets ultérieurs se focalisent sur la construction d'infrastructures rurales et l'augmentation du revenu communautaire. Bien que salué comme un grand succès par le gouvernement dans les années 1970, le mouvement perd de son élan au cours des années 1980 en raison de la mort inattendue de Park Chung-hee.
Son équivalent en Corée du Nord est le mouvement Chollima.

## Aperçu
Le mouvement fait la promotion de l'auto-assistance (en) et de la collaboration durant sa première phase, le gouvernement central fournissant une quantité fixe de matières premières à chacun des villages participants sans taxes et chargeant les habitants de construire ce qu'ils veulent avec. Le gouvernement sélectionne d'abord 33 267 villages à qui il fournit 335 sacs de ciment. 16 600 villages ayant fait preuve de succès reçoivent ensuite des ressources supplémentaires de 500 sacs de ciment et d'une tonne de barres de fer.
Le mouvement Saemaul fait beaucoup pour améliorer les infrastructures rurales en Corée du Sud, apportant des installations modernes telles que des systèmes d'irrigation, des ponts et des routes dans les communautés rurales. Le programme marque également l'apparition généralisée de maisons à tuiles orange à travers la campagne, remplaçant les traditionnelles maisons à toit de chaume ou choga-jip. Encouragé par le succès dans les zones rurales, le mouvement s'étend dans les usines et les zones urbaines, et devient un mouvement de modernisation à l'échelle nationale.
Cependant, malgré le grand succès du mouvement Saemaul dans la réduction de la pauvreté et l'amélioration des conditions de vie à la campagne durant sa première phase, les niveaux de revenu dans les zones urbaines sont encore plus élevés que les niveaux de revenu dans les zones rurales après l'industrialisation rapide de la Corée du Sud. Le mouvement dirigé par le gouvernement avec son organisation fortement centralisée s'avère efficace dans les années 1970 et au début des années 1980, mais il devient moins efficace après que la Corée du Sud est entrée dans une phase plus développée et industrialisée, ce qui ralentit le mouvement. Les niveaux de revenus relativement faibles dans les zones rurales par rapport aux zones urbaines deviennent un enjeu politique majeur à la fin des années 1980 - qu'aucune intervention gouvernementale ne peut résoudre pleinement durant la première phase - et le mouvement s'avère finalement inadéquat pour résoudre le problème plus vaste de l'exode rural des villages vers les villes par les jeunes du pays. En outre, le système centralisé dirigé par le gouvernement provoque de la corruption, comme avec la mauvaise utilisation des fonds, et modifie l'environnement de la Corée du Sud.
Reconnaissant ces problèmes, le gouvernement sud-coréen change la structure centralisée du mouvement en habilitant la société civile à diriger le mouvement. Depuis 1998, le mouvement Saemaul est entré dans la deuxième phase, en se concentrant sur de nouvelles questions telles que le renforcement des services volontaires dans la communauté et la coopération internationale avec les pays en développement.

## Critique

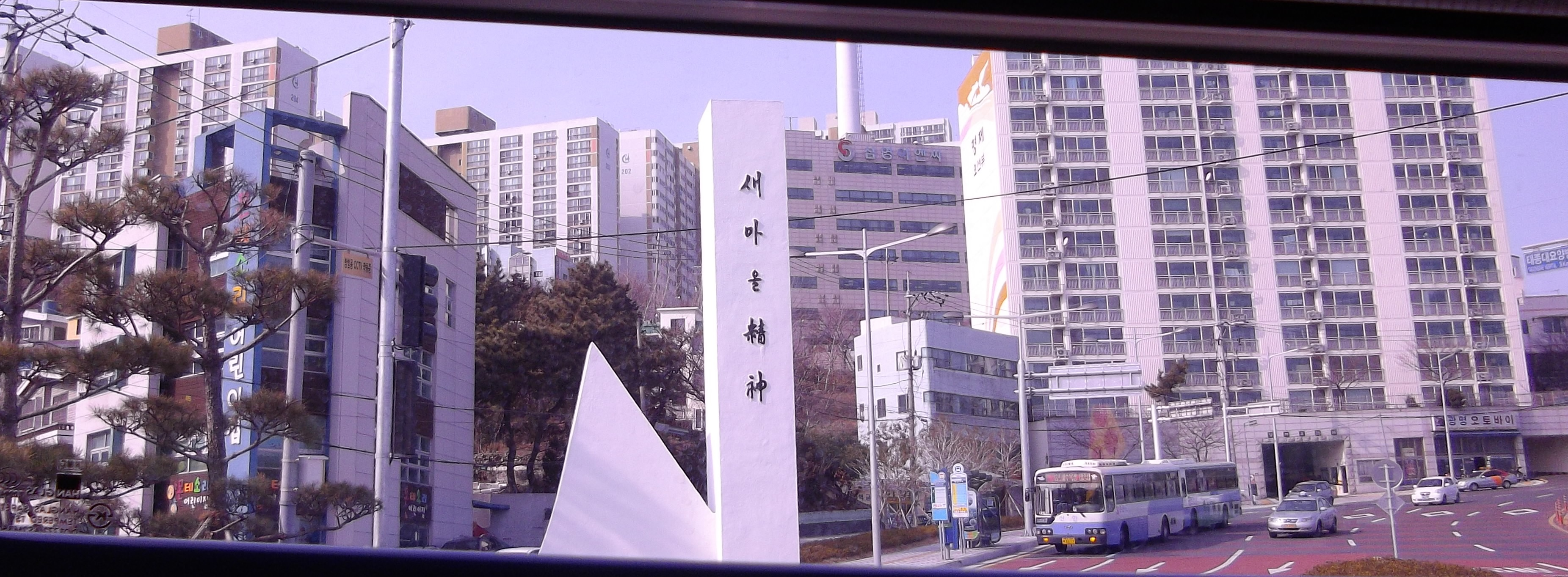
Monument au mouvement Saemaul à Busan.

À la fin des années 1960 et dans les années 1970, lorsque la politique commence à être appliquée sous le régime du président Park, les traditions et les croyances locales sont supprimées, tout comme avec la Révolution culturelle dans la Chine communiste qui eut lieu en même temps. Le mouvement Misin tapa (« pour renverser le culte des dieux », aussi appelé « mouvement pour détruire la superstition ») atteint son apogée durant le mouvement Saemaul. Les vieux arbres zelkova présents aux entrées des villages et servant traditionnellement de figures de gardien sont coupés afin d'éradiquer les « superstitions ». Les pratiquants du chamanisme coréen sont harcelés, détruisant à l'occasion des traditions coréennes séculaires.

## Étapes de base
Le Centre coréen du mouvement Saemaul explique comment il était appliqué dans les années 1970 en Corée du Sud en cinq étapes :
Étape 1. Organisation de base 
1. Trois éléments du mouvements Saemaul : le peuple, l'argent de départ, les principes de base
2. Former un groupe de base 1 : les meneurs
3. Former d'un groupe de base 2 : les groupes de travail
4. Incorporer d'un groupe de base 3 : les organisations existantes
5. Former d'un groupe de base 4 : les organisations sectorielles
6. Augmenter l'argent de départ 1 : À travers des exemples de projets de coopération
7. Augmenter l'argent de départ 2 : À travers des œuvres coopératives

Étape 2: Application des projets
1. Établissement des principes et des normes pour la sélection des projets
2. Planification d'un projet
3. Persuader les villageois 1 : Définir un modèle pour les villageois
4. Persuader les villageois 2 : Encourager l'esprit « vous pouvez le faire»
5. Réunir un consensus 1 : Réunions en petits groupes
6. Réunir un consensus 2 : Assemblée générale des villageois
7. Laisser tout le monde jouer un rôle
8. Préparer et gérer les biens publics
9. Établissement du centre local du mouvement Saemaul
10. Encourager l'esprit « nous ne sommes qu'un »
11. Coopérer avec d'autres communautés et le gouvernement

Étape 3: Étape principale du projet
1. Projet 1 pour l'amélioration du conditions de vie : Améliorer les maisons
2. Projet 2 pour l'amélioration du conditions de vie : Éliminer les inconvénients dans le village
3. Projet 3 pour l'amélioration du conditions de vie : Créer un environnement pour augmenter les revenus
4. Projet 1 pour l'augmentation des revenus : Enlever les obstacles
5. Projet 2 pour l'augmentation des revenus : Lancer des projets de coopération
6. Projet 3 pour l'augmentation des revenus : Commercialiser des choses autour de vous
7. Projet 4 pour l'augmentation des revenus : Introduire de nouvelles idées
8. Projet 5 pour l'augmentation des revenus : Modifier du système de distribution
9. Projet 6 pour l'augmentation des revenus : Exploiter une usine
10. Consolidation de la communauté 1 : Renforcer la morale et le communautarisme
11. Consolidation de la communauté 2 : Fournir un centre culturel et d'autres installations
12. Consolidation de la communauté 3 : Établir une caisse de crédit

Étape 4: Dernière étape du projet
1. Partager les résultats et célébrer le succès
2. Partager des perspectives à long terme
3. Stabiliser des fonds communs
4. Encourager les activités des organisations sectionnelles
5. Régulariser les réunions pour la recherche technologique
6. Établir une salle des fêtes
7. Publier un journal local
8. Établir un partenariat avec d'autres régions et bureaux gouvernementaux
9. Mettre en place une relation de fraternité avec les pays étrangers

Étape 5: Répercussions au niveau national
1. Le gouvernement crée un environnement favorable
2. Le gouvernement fournit des équipements et des fonds
3. Le gouvernement établit un système de soutien complet
4. Le gouvernement fournit une formation intensive à l'information et à la technologie au centre de formation Saemaul